# Пилипец, Степан Маркович
Степан Маркович Пилипец (26 декабря 1912  [8 января 1913], Краснополье — 2 апреля 1989, Москва) — советский хозяйственный, государственный и политический деятель.

## Биография
Родился в Краснополье в 1913 году. Член ВКП(б) с 1932 года.
С 1931 года — на хозяйственной, общественной и политической работе. В 1931—1979 гг. — на Сумском машиностроительном заводе имени М. В. Фрунзе, в РККА, заместитель редактора газеты «Компрессор», заместитель председателя заводского комитета, технолог, секретарь комитета ЛКСМ Украины машиностроительного завода имени М. В. Фрунзе, директор учебного комбината, преподаватель Сумского технологического техникума, инструктор Сумского городского комитета ЦК КП(б) Украины, заместитель секретаря, секретарь заводского комитета, партийный организатор ЦК ВКП(б) машиностроительного завода имени М. В. Фрунзе, партийный организатор ЦК ВКП(б) завода имени Колющенко, завода «Челябкомпрессор», 1-й секретарь Копейского городского комитета ВКП(б), 1-й секретарь Магнитогорского городского комитета ВКП(б), инспектор Управления кадров ЦК ВКП(б), 2-й секретарь Брянского областного комитета ВКП(б), инспектор ЦК ВКП(б) — КПСС, заведующий Сектором, заместитель заведующего Отдела партийных органов ЦК КПСС по РСФСР, 1-й секретарь Кемеровского областного комитета КПСС, заместитель председателя, старший инспектор по туризму Исполнительного комитета Калининского областного Совета.
Избирался депутатом Верховного Совета СССР 5-го созыва.
Умер в 1989 году в Москве. Похоронен на Кунцевском кладбище.